# Васько Олександр Федорович
Олекса́ндр Фе́дорович Васько́ (нар. 29 серпня 1920 — пом. 23 серпня 2004) — військовий льотчик, Герой Радянського Союзу, в роки німецько-радянської війни льотчик-винищувач 176-го гвардійського винищувального авіаційного полку 324-ї винищувальної авіаційної дивізії 16-ї повітряної армії 1-го Білоруського фронту.

## Життєпис
Народився 29 серпня 1920 року в селі Васьки Полтавського району Полтавської області в селянській родині. Українець.
Вчився в Пушкарівській неповній середній, потім — в Полтавській середній школі № 8. Після закінчення в 1936 році 7 класів — в школі ФЗО.  З 1939 року, після закінчення школи ФЗО працював газорізальником на Полтавському паровозоремонтному заводі, одночасно відвідував обласний аероклуб.
З 1940 року в лавах Червоної армії. У 1941 році закінчив Чугуївську військову авіаційну школу льотчиків.
З початком німецько-радянської війни сержант Васько в діючій армії. Воював на Південно-Західному, Брянському, Калінінському, Західному, Воронезькому, 1-му Українському і 1-му Білоруському фронтах. Був поранений.
У складі 171-го винищувального авіаційного полку, літав на МіГ-3. У жовтні 1941 року брав участь в обороні Тули. Влітку 1942 року воював під Ленінградом. З жовтня 1942 року бився вже в складі 19-го авіаційного полку, літав на Ла-5. У вересні 1944 року частина перейменована в 176-й гвардейский винищувальний авіаполк, була переозброєна новітніми винищувачами Ла-7. На цій машині гвардії лейтенант Олександр Васько бився на 1-му Українському фронті, над територією Польщі. Свої останні перемоги в Другій світовій війні Олександр Васько здобув у 1945 році: 17 січня в 24-х повітряних боях авіаторами 16-ї Повітряної армії було збито 18 ворожих літаків. Особливо відзначилися льотчики 176-го гвардійського ВАП двічі Герой Радянського Союзу майор Іван Кожедуб і лейтенант Олександр Васько. 18 квітня льотчики 16-ї Повітряної армії провели 162 повітряних бої і знищили 151 ворожий літак. Це був один з найважчих бойових днів, протягом якого лейтенант Васько здобув дві повітряні перемоги.
До кінця війни гвардії капітан О. Ф. Васько здійснив 303 успішних бойових вильоти, провів 49 повітряних боїв, особисто збив 15 літаків противника і два в складі групи.
Указом Президії Верховної Ради СРСР від 15 травня 1946 року за зразкове виконання завдань командування в боях з гітлерівськими загарбниками і проявлені при цьому мужність і відвагу льотчику 176-го гвардійського Проськурівського Червонопрапорного орденів Олександра Невського і Кутузова винищувального авіаційного полку гвардії лейтенанту Ваську Олександру Федоровичу було присвоєно звання Героя Радянського Союзу з врученням ордена Леніна і медалі Золота Зірка.
Після війни О. Ф. Васько продовжував службу в ЗС СРСР. У 1946–1950 роках був учасником повітряних парадів над Красною площею в Москві. У 1950 році йому присвоєна кваліфікація військовий льотчик 1-го класу.

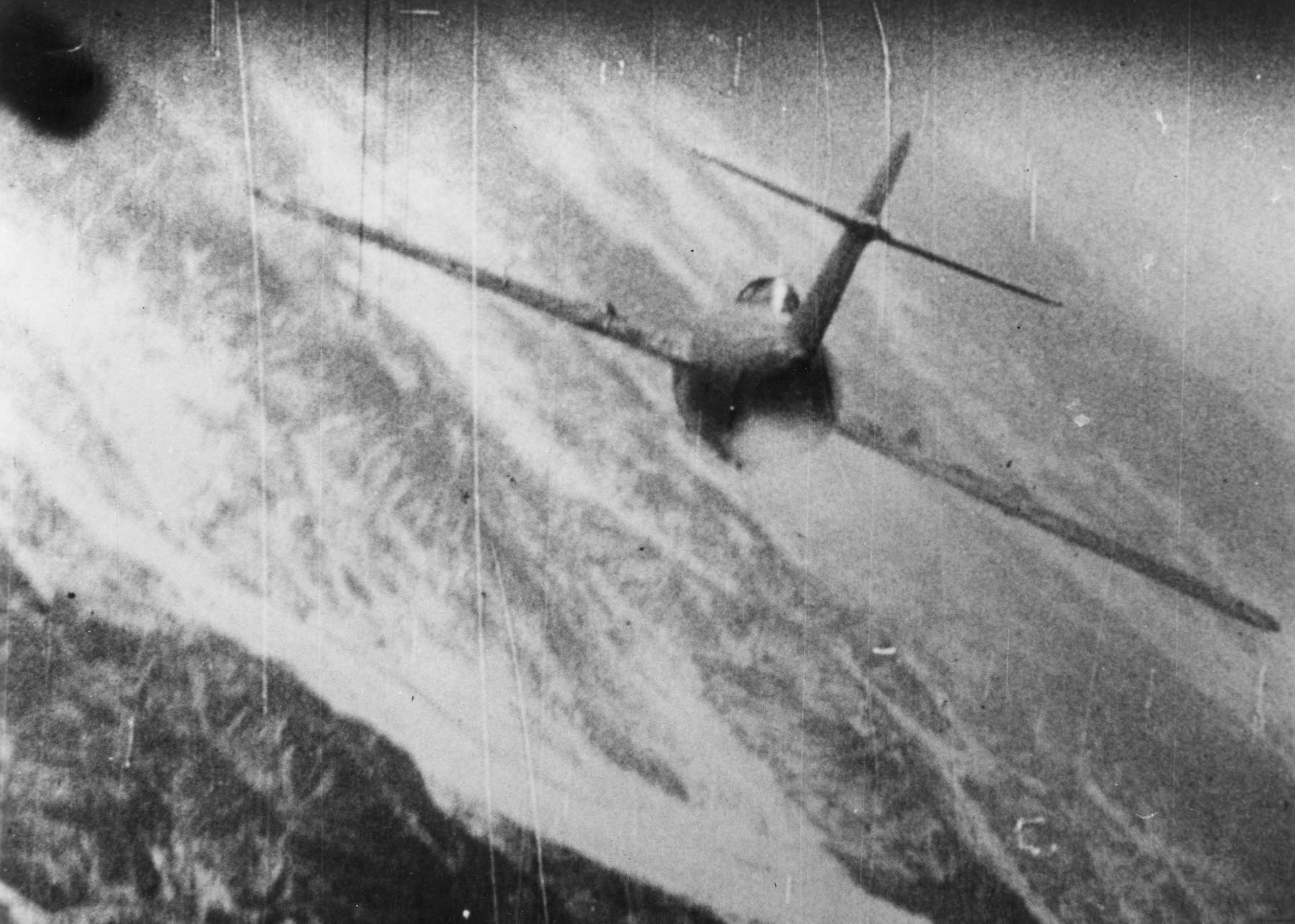
Радянський МіГ-15 веде бій з американськими F-86 в небі над Кореєю

Є учасником Корейської війни 1950–1953 років. Воював у рідному 176-му гвардійському ВАП 324-ї «кожедубівської» дивізії в званні капітана, на посаді командира ескадрильї. З квітня по вересень 1951 року здійснив близько 100 бойових вильотів, у повітряних боях особисто збив два F-86 і один F-80.
9 квітня 1951 року шість МіГ-15 з 2-ї ескадрильї 176-го гвардійського ВАП під командуванням гвардії капітана Героя Радянського Союзу О. Ф. Васька атакувала два літаки-розвідники RB-45 під прикриттям десяти F-86. Противник вже виконав своє завдання і повертав на свою територію. Переслідуючи, група МіГів наздогнала їх, Ваську вдалося вийти в атаку на «Торнадо» і вразити його кількома снарядами, але добити його не дали «Сейбри». Ланка Васька вступила у бій з шістьма F-86, Ваську вдалося на зустрічних курсах розстріляти один з «Сейбрів», і той вибухнув в повітрі. В бою радянські винищувачі також втратили один літак.
Вранці 10 квітня чотири МіГ-15 під командуванням гвардії капітана О. Ф. Васька в районі Ансю виявили ланку штурмовиків F-80 зі складу 51-ї винищувально-бомбардувальної авіагрупи. Васько зі своїм веденим гвардії старшим лейтенантом Гоголєвим атакували і збили задню пару «Шутінг старів».
Останній «свій» літак збив 25 вересня 1951 року в районі Ансю, коли 10 МіГ-15 атакували 10 «Сейбр», що переслідували китайські МіГи. Пара Васько атакувала трійку «Сейбр» і він збив ще один F-86.

Герой Радянського Союзу Васько О. Ф. (ліворуч) на церемонії передачі естафети олімпійського вогню Олімпіади-80

Всього за сумою двох воєн на рахунку Олександра Федоровича Васька 487 успішних бойових вильотів, 109 проведених повітряних боїв і 20 збитих літаків противника.
Повернувшись в СРСР, він продовжував служити у ВПС. У 1956 році закінчив Червонопрапорну військово-повітряну академію, служив на командних посадах. Звільнився в запас в званні полковника у 1960 році.
Після звільнення зі збройних сил жив у Полтаві. Працював заступником начальника воєнізованої частини з попередження і ліквідації відкритих нафтових і газових фонтанів Укрнафти. Займався також військово-патріотичною роботою. В 1980 під час факельної естафети Олімпіади-80 брав участь в церемонії зустрічі олімпійського вогню.
Помер 23 серпня 2004 року. Похований на Центральному кладовищі в Полтаві.

## Список повітряних перемог
| Дата повітряного бою | Кількість і тип збитих ворожих літаків (особисто/в групі) | Район повітряного бою                    |
| -------------------- | --------------------------------------------------------- | ---------------------------------------- |
| 29.01.1943           | 1/3 Ю-88                                                  | район Старого Осколу                     |
| 27.02.1943           | 1/2 Ме-110                                                | Лозова                                   |
| 27.02.1943           | 1/2 Ю-88                                                  | станція Лозова                           |
| 20.07.1944           | 1 ФВ-190                                                  | на північний схід від Холму              |
| 03.08.1944           | 1 ФВ-190                                                  | на південний схід від Банковець-Закопане |
| 16.01.1945           | 1 Ме-109                                                  | на північний схід від Томашіва           |
| 08.03.1945           | 1 Ме-109                                                  | на північний схід від Пеліца             |
| 22.03.1945           | 1 ФВ-190                                                  | на північ від Мюнхеберга                 |
| 23.03.1945           | 1 ФВ-190                                                  | західніше Зелова                         |
| 27.03.1945           | 1 ФВ-190                                                  | на схід від Бад-Фраєнвальде              |
| 16.04.1945           | 1 ФВ-190                                                  | Зелов                                    |
| 18.04.1945           | 1 ФВ-190                                                  | на північ від Мюнхебергу                 |
| 18.04.1945           | 1 Ме-109                                                  | на північ від Мюнхебергу                 |
| 23.04.1945           | 1 ФВ-190                                                  | Зоммерфельд                              |
| 29.04.1945           | 1 ФВ-190                                                  | на південь від Вельтену                  |

## Нагороди

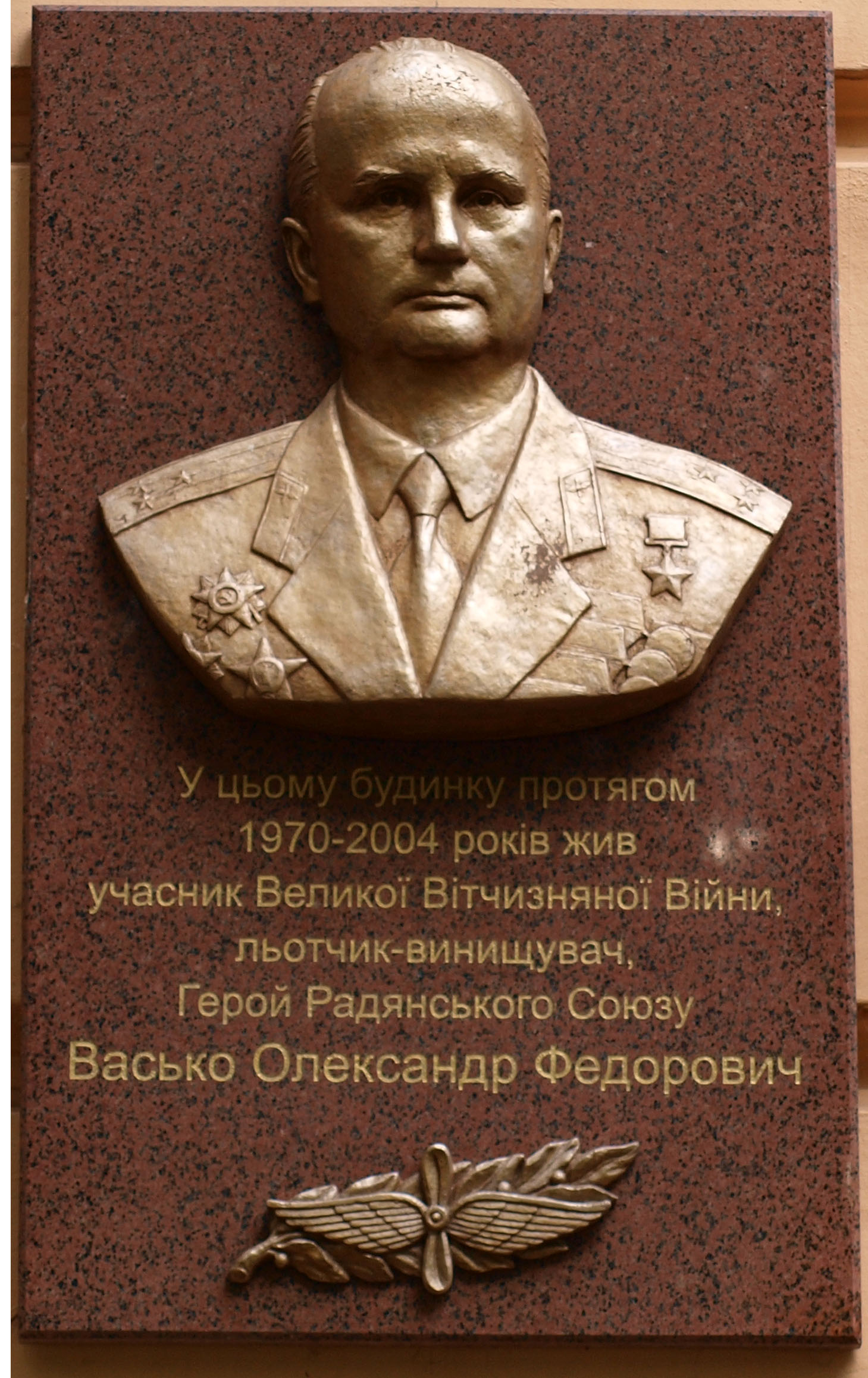
Меморіальна дошка на честь Олександра Федоровича Васько (Полтава, Першотравневий проспект, 13А)

- Медаль «Золота Зірка» Героя Радянського Союзу (№ 8976)
- Орден Леніна
- Три ордени Червоного прапора
- Два ордени Вітчизняної війни 1-й ступеня
- Орден Вітчизняної війни 2-й ступеня
- Орден Червоної Зірки